# Parlament Narodowy

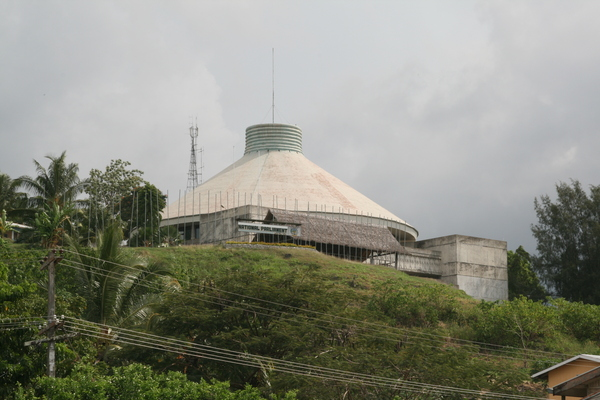
Budynek Parlamentu

Parlament Narodowy – jednoizbowy parlament Wysp Salomona z siedzibą w Honiarze. Składa się z 50 deputowanych, wybieranych na czteroletnią kadencję w jednomandatowych okręgach wyborczych. 
Obecnym przewodniczącym Parlamentu Narodowego jest Allan Kemakeza.